# Antonio Pedrol Rius
Antonio Pedrol Rius (Reus, 10 de febrero de 1910 - Madrid, 17 de octubre de 1992) fue un abogado y jurista español.

## Biografía
Pedrol Rius nació en Reus (Tarragona), en 1910. Estudió Derecho en la Universidad de Zaragoza, donde obtuvo el premio extraordinario de final de carrera. Se especializó en Derecho Mercantil. En su juventud militó en la Congregación Mariana. Murió en Madrid, el 17 de octubre de 1992.

## Trayectoria
El 1969 fundó el Círculo de estudios Jurídicos. Fue Decano del Colegio de Abogados de Madrid (1973), Presidente del Consejo General de la Abogacía Española (1974) y Presidente de la Unión Iberoamericana de Colegios de abogados (1976). El 15 de junio de 1977 fue nombrado, por una legislatura, senador de designación real.

## Reconocimientos
En 1961 fue nombrado socio de honor del Centro de Lectura de Reus, y en 1975 el Ayuntamiento de Reus lo nombró hijo ilustre de la ciudad.

## Publicaciones
Publicó artículos de temas históricos y jurídicos a la Revista del Centro de Lectura. El año 1960 recibió un homenaje en Reus. También publicó Estudio sobre el proceso del asesinato del general Prim. Reus: Asociación de Estudios Reusencs, 1960; y sobre el mismo tema, Los asesinos del general Prim: aclaración a un misterio histórico. Madrid: Tebas, 1960, en colaboración con Alfonso de la Fuente Chaos, (reimprimido en 1971), que viene a ser una ampliación y reedición del libro anterior.  Además, tiene varias obras sobre Derecho Mercantil.